# (2067) Aksnes
(2067) Aksnes es un asteroide que forma parte del cinturón exterior de asteroides y fue descubierto por Yrjö Väisälä el 23 de febrero de 1936 desde el Observatorio de Iso-Heikkilä, en Turku, Finlandia.

## Designación y nombre
Aksnes recibió al principio la designación de 1936 DD.
Más adelante se nombró en honor del astrónomo noruego Kaare Aksnes.

## Características orbitales
Aksnes orbita a una distancia media del Sol de 3,968 ua, pudiendo alejarse hasta 4,689 ua y acercarse hasta 3,246 ua. Su inclinación orbital es 3,079 grados y la excentricidad 0,1819. Emplea en completar una órbita alrededor del Sol 2887 días.
Aksnes pertenece al grupo asteroidal de Hilda.

## Características físicas
La magnitud absoluta de Aksnes es 10,48. Tiene 42,59 km de diámetro y emplea 17,75 horas en completar una vuelta sobre su eje. Se estima su albedo en 0,0626. Aksnes está asignado al tipo espectral P de la clasificación Tholen.